# Obi Toppin
Obadiah Richard "Obi" Toppin Jr. (New York, 4 maart 1998) is een Amerikaans basketballer die sinds 2023 uitkomt voor de Indiana Pacers. Hij speelt als power forward. Tot en met Seizoen 2022/23 speelde Toppin bij de New York Knicks.

## Carrière
Na twee seizoenen in het collegebasketbal voor de Dayton Flyers stelde hij zich kandidaat voor de NBA Draft 2020. Hij werd als 8e in de eerste ronde gekozen door de New York Knicks, waar hij kort nadien ook zijn eerste contract tekende.
Op 23 december 2020 maakte Toppin zijn debuut in de NBA tijdens een wedstrijd van de Knicks tegen de Indiana Pacers. In 2022 won Toppin de dunk-wedstrijd tijdens het All-Star weekend. In 2023 werd Toppin opgenomen in een ruil met de Indiana Pacers. Hij vertrok naar de Pacers in ruil voor 2 toekomstige draftkeuzes. Met de Pacers bereikte Toppin de finale van de Eastern Conference waarin ze verloren van de Boston Celtics.

## Statistieken
| Legenda | Legenda                | Legenda | Legenda                 | Legenda | Legenda               |
| ------- | ---------------------- | ------- | ----------------------- | ------- | --------------------- |
| WG      | Wedstrijden gespeeld   | WS      | Wedstrijden als starter | MPW     | Minuten per wedstrijd |
| 2P%     | Twee-punterpercentage  | 3P%     | Drie-punterpercentage   | VW%     | Vrije-worppercentage  |
| RPW     | Rebounds per wedstrijd | APW     | Assists per wedstrijd   | SPW     | Steals per wedstrijd  |
| BPW     | Blocks per wedstrijd   | PPW     | Punten per wedstrijd    | Vet     | Hoogste in carrière   |

### Regulier seizoen
| Seizoen  | Team            | WG  | WS | MPW  | 2P%  | 3P%  | FW%  | RPW | APW | SPW | BPW | PPW  |
| -------- | --------------- | --- | -- | ---- | ---- | ---- | ---- | --- | --- | --- | --- | ---- |
| 2020/21  | New York Knicks | 62  | 0  | 11,0 | 49,8 | 30,6 | 73,1 | 2,2 | 0,5 | 0,3 | 0,2 | 4,1  |
| 2021/22  | New York Knicks | 72  | 10 | 17,1 | 53,1 | 30,8 | 75,8 | 3,7 | 1,1 | 0,3 | 0,5 | 9,0  |
| 2022/23  | New York Knicks | 67  | 5  | 15,7 | 44,6 | 34,4 | 80,9 | 2,8 | 1,0 | 0,3 | 0,2 | 7,4  |
| 2023/24  | Indiana Pacers  | 82  | 28 | 21,1 | 57,3 | 40,3 | 77,0 | 3,9 | 1,6 | 0,6 | 0,5 | 10,3 |
| Carrière | Carrière        | 283 | 43 | 16,6 | 52,0 | 35,1 | 76,8 | 3,2 | 1,1 | 0,4 | 0,4 | 7,9  |

### Playoffs
| Seizoen  | Team            | WG | WS | MPW  | 2P%  | 3P%  | FW%  | RPW | APW | SPW | BPW | PPW  |
| -------- | --------------- | -- | -- | ---- | ---- | ---- | ---- | --- | --- | --- | --- | ---- |
| 2020/21  | New York Knicks | 5  | 0  | 13,0 | 52,2 | 33,3 | 83,3 | 2,6 | 0,4 | 0   | 0,2 | 6,4  |
| 2022/23  | New York Knicks | 11 | 1  | 15,9 | 42,9 | 30,2 | 80,0 | 3,5 | 0,6 | 0,7 | 0,3 | 7,0  |
| 2023/24  | Indiana Pacers  | 17 | 0  | 20,2 | 54,1 | 35,7 | 76,0 | 4,4 | 1,7 | 0,4 | 0,4 | 10,9 |
| Carrière | Carrière        | 33 | 1  | 17,7 | 50,4 | 33,3 | 77,8 | 3,8 | 1,2 | 0,4 | 0,3 | 8,9  |